# Biosteres lorax
Biosteres lorax är en stekelart som beskrevs av Fischer 1983. Biosteres lorax ingår i släktet Biosteres och familjen bracksteklar. Inga underarter finns listade.